# Ежова, Екатерина Ивановна
Екатери́на Ива́новна Ежо́ва (1787 — 10 декабря 1836) — актриса Санкт-Петербургской императорской драматической сцены, фактическая гражданская жена драматурга князя А. А. Шаховского.

## Биография
Екатерина Ежова окончила курс в Санкт-Петербургском театральном училище; была через некоторое время, не сразу, принята в Санкт-Петербургскую императорскую труппу: в 1803 году она дебютировала в роли Лизетты в комедии «Вертопрах» А. Коцебу, но лишь 4 июля 1805 была принята на службу в Императорские театры с жалованьем 700 рублей и 200 рублей квартирных.
Член репертуарной комиссии императорских театров князь А. А. Шаховской обратил внимание на начинающую актрису, понравившуюся ему ещё ученицей в театральной школе, где он преподавал, и вскоре ставшую его гражданской женой. Шаховской открыто подчеркивал, что у них не интрижка, не тайная любовная связь, а открытое супружество. Так, вместе они прожили много лет, и актриса до конца своей жизни оставалась его фактической женой; и хотя в то время гражданские браки без церковного венчания не признавалась юридически и рождали двусмысленность в отношении женщины, всякий раз, когда Шаховской неоднократно предлагал Ежовой стать его законной супругой, она неизменно отвечала: «Лучше буду любимой Ежовой, чем смешной княгиней». Но поскольку юридически в то время брак не признавался, их дети носили фамилию матери. Шаховской пережил жену почти на 10 лет.
Князь Шаховской был одним из просвещенных людей времени, с 1810 года являлся членом Российской академии, был действительным статским советником. Занимая должность члена репертуарной комиссии императорских театров, одновременно был и режиссёром, и педагогом, и театральным критиком, и драматургом. Он сочинил более 110 пьес, которые шли на императорских сценах, и конечно, главные женские роли в его пьесах предназначались в первую очередь для исполнения его женой. Среди них — «Любопытно, или догадка не в показ», «Фальстаф», «Всадники», «Притчи, или Эзоп у Ксанфа» и другие. В свои бенефисы она всегда ставила новую пьесу своего мужа, впрочем один раз была поставлена «Буря» Шекспира (первая постановка в России 28 сентября 1821 год, Александринский театр), однако и тут Шаховской был автором обработки текста пьесы.
Со временем Екатерина Ивановна перешла на роли в амплуа комических старух.
Творческие оппоненты Шаховского, например, арзамасцы, называли её весьма второстепенной актрисой и не раз подтрунивали над её исполнением пьес мужа — так во всяком случае утверждает известный литературовед Ю. М. Лотман в книге «Роман А. С. Пушкина „Евгений Онегин“. Комментарий». Известно, что в этом контексте фамилия Ежовой фигурировала в первоначальном варианте главы первой «Евгения Онегина» («Ежову вызвать для того, чтоб только слышали его» вместо «Моину вызвать…»).
В то время единого постоянного театра в Петербурге ещё не было, и петербургская императорская труппа играла в различных помещениях на разных подмостках. Лишь начиная с 1832 года — открытия Александринского театра Е.Ежова вместе со всей драматической санкт-петербургской труппой стала работать на его сцене.
Были актрисами Петербургской императорской труппы и её сестры: Елена Ивановна Гусева и Мария Ивановна.
Шаховской и Ежова, по моде времени, держали в своем доме салон, где проходили встречи с именитыми людьми, устраивались домашние представления, авторские чтения новых пьес и романов. Салон Ежовой-Шаховского посещали А. С. Грибоедов, А. С. Пушкин, М. Н. Загоскин, Н. И. Гнедич, А. А. Бестужев, И. А. Крылов и многие другие знаменитые литераторы и деятели театра.
Умерла Ежова в Санкт-Петербурге 10 декабря 1836 года.